# Palythoa densa
Palythoa densa är en korallart som beskrevs av Oscar Henrik Carlgren 1954. Palythoa densa ingår i släktet Palythoa och familjen Zoanthidae. Inga underarter finns listade i Catalogue of Life.